# Fluorid plutoniový
Fluorid plutoniový je anorganická sloučenina s chemickým vzorcem PuF6. Je to nejvyšší fluorid plutonia a je zajímavý pro laserové obohacování plutonia, zejména pro výrobu čistého izotopu plutonia-239 z ozářeného uranu. Tento izotop je potřebný pro zabránění předčasnému zapálení nízkohmotnostních jaderných zbraní neutrony produkovanými spontánním štěpením plutonia-240.

## Příprava
Fluorid plutoniový lze připravit fluorací fluoridu plutoničitého silným fluoračním činidlem, jako například fluorem:
PuF4 + F2 → PuF6
Tato reakce je endotermická. Produkt se vytváří relativně rychle při teplotě 750 °C. Vysokých výtěžků lze dosáhnou rychlou kondenzací produktu a jeho odstraněním z rovnováhy.
Lze jej také připravit fluorací fluoridu plutonitého, oxidu plutoničitého, nebo šťavelanu plutoničitého při přibližně 700 °C:
2 PuF3 + 3 F2 → 2 PuF6
PuO2 + 3 F2 → PuF6 + O2
Pu(C2O4)2 + 3 F2 → PuF6 + 4 CO2
Alternativně lze oxidovat fluorid plutoničitý v kyslíkové atmosféře o teplotě 800 °C na fluorid plutoniový a oxid plutoničitý:
3 PuF4 + O2 → 2 PuF6 + PuO2
V roce 1984 byla provedena syntéza fluoridu plutoniového za skoro pokojové teploty pomocí fluoridu dioxygenylu. Fluorovodík není vhodný, přestože je to silné fluorační činidlo. Syntéza při pokojové teplotě je možná také pomocí fluoridu kryptonatého, nebo díky ozáření UV světlem.

## Vlastnosti

### Fyzikální vlastnosti

Fázový diagram fluoridu plutoniového

Fluorid plutoniový je červenohnědá nestálá pevná látka. Sublimuje okolo 60 °C s teplem 12,1 kcal/mol. Při vysokém tlaku plyn kondenzuje s trojným bodem při 51,58 °C a 710 hPa (530 Torr), výparné teplo je 7,4 kcal/mol. Při teplotách pod −180 °C je fluorid plutoniový bezbarvý, podobně jako fluorid uranový. Fluorid plutoniový je paramagnetický s magnetickou susceptibilitou 0,173 mm3/mol (22 °C). Entropie vzniku pro pevný fluorid plutoniový je 221,8 ± 1,1 J·K−1·mol−1 a pro plynný je 368,9 ± 1,0 J·K−1·mol−1.

#### Spektroskopické vlastnosti
Molekula fluoridu plutoniového má šest různých oscilačních modů: vibrační mody v1, v2, v3 a rotační mody v4, v5, v6. Ramanovo spektrum pro fluorid plutoniový nelze pozorovat, jelikož ozáření při 564,1 nm vyvolává fotochemický rozklad sloučeniny. Ozáření při 532 nm vyvolává fluorescenci při vlnové délce 1900 nm a 4800 nm, ozáření při vlnové délce 1064 nm vyvolává fluorescenci kolem 2300 nm.
| Oscilace            | ν1  | ν2  | ν3  | ν4  | ν5  | ν6  |
| Symbol              | A1g | Eg  | F1u | F1u | F2g | F2u |
| Vlnová délka (cm−1) | 628 | 523 | 615 | 203 | 211 | 171 |
| IR aktivní          | -   | -   | +   | +   | -   | -   |
| Raman aktivní       | +   | +   | -   | -   | +   | -   |

#### Krystalická a molekulová struktura
Fluorid plutoniový je kovalentní sloučenina, nikoliv sůl. Krystalizuje v ortorombické krystalové soustavě s prostorovou grupou Pnma (Číslo 62) s parametry mřížky a = 995 pm, b = 902 pm a c = 526 pm se čtyřmi vzorcovými jednotkami na elementární buňku. V plynném stavu se skládá z pravidelných oktaedrických molekul s délkou vazby Pu–F 197,1 pm.

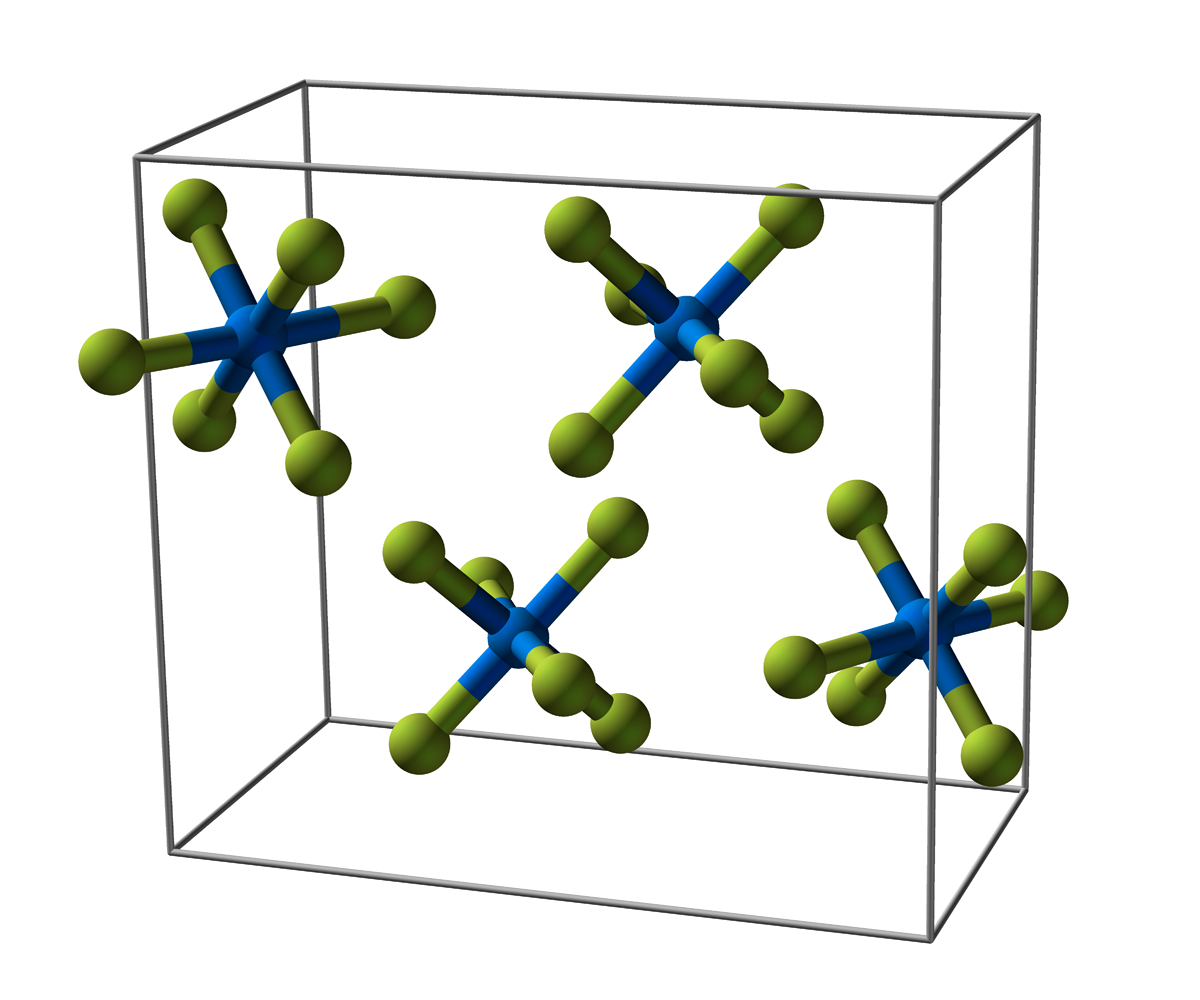
Elementární buňka fluoridu plutoniového
Délka vazby a vazebný úhel v plynném fluoridu plutoniovém

### Chemické vlastnosti
Práce s fluoridem plutoniovým je poměrně náročná, protože je velmi korozivní, jedovatý a náchylný k autoradialýze.

#### Reakce s jinými sloučeninami
Fluorid plutoniový je stabilní na suchém vzduchu, ale prudce reaguje s vodou, včetně atmosférické vlhkosti, za vzniku oxyfluoridu plutoničitého a kyseliny fluorovodíkové:
PuF6 + 2 H2O → 2 PuO2F2 + 4 HF
Fluorid plutoniový lze skladovat po dlouhou dobu v ampuli z křemene nebo pyrexu za předpokladu, že v ampuli nejsou žádné stopy vlhkosti, sklo bylo odplyněno a byly odstraněny veškeré stopy fluorovodíku ze sloučeniny.
Důležitou reakcí fluoridu plutoniového je redukce na oxid plutoničitý. Oxid uhelnatý generovaný z kyslíko-methanového plamene může provést redukci.

#### Rozklad
Fluorid plutoniový se typicky rozkládá na fluorid plutoničitý a plynný fluor:
PuF6 → PuF4 + F2
Termální rozklad neprobíhá za pokojové teploty, ale probíhá velmi rychle při 280 °C. Pokud neexistuje žádná vnější příčina rozkladu, proud alfa částic z rozpadu plutonia způsobí v pevné fázi autoradialýzu s rychlostí 1,5 %/den (poločas rozpadu 1,5 měsíce pro izotop 239Pu) v pevném stavu, přičemž vzniká také fluorid plutoničitý a fluor. Zdá se že skladování v plynné fázi při tlaku 50–100 torr (70–130 mbar) minimalizuje autoradialýzu a dlouhodobě dochází k rekombinaci s uvolněným fluorem.
Sloučenina je rovněž citlivá na světlo a rozkládá se (pravděpodobně na fluorid plutoničný a fluor) při ozáření laserem o vlnové délce menší než 520 nm.
Vystavení laserovému záření o vlnové délce 564,1 nm nebo paprskům gama také vyvolá rychlé rozpouštění.

## Využití
Fluorid plutoniový hraje roli při obohacování plutonia, zejména při izolaci štěpného izotopu 239Pu z ozářeného uranu. Pro využití v jaderných zbraních musí být izotop 241Pu odstraněn ze dvou důvodů.
- Spontánním štěpením generuje dostatek neutronů, které mohou vyvolat nekontrolovatelnou reakci.
- Podléhá beta rozpadu za vzniku 241Am, což vede po dlouhé době skladování k akumulaci americia, které musí být odstraněno.

Separace plutonia od americia probíhá reakcí s fluoridem dioxygenylu. Fluorid plutoničitý je fluorován při pokojové teplotě na plynný fluorid plutoniový, který je oddělen a redukován zpět na fluorid plutoničitý, zatímco fluorid americičitý takto nereaguje. Produkt tedy obsahuje velmi malé množství americia, které se koncentruje v nezreagované pevné látce.
Separace fluoridu uranového a plutoniového je taká důležitá při zpracovávání jaderného odpadu. Z roztavené směsi solí obsahující oba prvky, uran může být z velké části odstraněn fluorací na fluorid uranový, který je stabilní při vyšších teplotách, přičemž pouze malé množství plutonia uniká jako fluorid plutoniový.

## Bezpečnost
Fluorid plutoniový působí na lidský organismus třemi hlavními způsoby:
- Jedná se o velmi agresivní sloučeninu, která napadá jakoukoli tkáň. Při kontaktu plynu s tělesnými tekutinami vzniká kyselina fluorovodíková, která způsobuje poleptání kůže a sliznic dýchacích cest. Nejprve postihuje oči a dýchací cesty, způsobuje podráždění, ztrátu zraku, kašel, nadměrnou produkci slin a sputum. Delší expozici způsobuje u lidí pneumonitidu a plicní edém a může vést až ke smrti.
- Při vdechování a požití je velmi toxický. Existuje také riziko akumulace v lidském těle, zejména v játrech a ledvinách.
- Je vysoce radioaktivní

## Historie
Krátce po objevu a izolaci plutonia v roce 1940 začali chemici předpokládat existenci fluoridu plutoniového. První pokusy, které se snažili napodobit přípravu fluoridu uranového, měly rozporuplné výsledky, definitivní důkaz byl objeven až v roce 1942. Druhá světová válka přerušila publikování dalších výzkumů.
První pokusy s extrémně malým množstvím plutonia ukázaly, že těkavá sloučenina plutonia vzniká v proudu plynného fluoru pouze při teplotách vyšších než 700 °C. Následné experimenty ukázaly, že plutonium na měděné destičce se v proudu fluoru o teplotě 500 °C odpařuje a že rychlost reakce klesá s atomovým číslem v řadě uran > neptunium > plutonium. Brown a Hill za použití miligramových vzorků plutonia dokončili v roce 1942 destilační experiment s fluoridem uranovým a naznačili, že vyšší fluoridy plutonia by měly být nestabilní a při pokojové teplotě se rozkládat na fluorid plutoničitý. Nicméně se ukázalo, že tlak par fluoridu plutoniového odpovídá tlaku páry fluoridu uranového. Davidson, Katz a Orlemann v roce 1943 ukázali, že plutonium v niklové nádobě vyprchává v atmosféře fluoru a že se produkt reakce sráží na povrchu platiny.
Fisher, Vaslow a Tevebaugh předpokládali, že vyšší fluoridy vykazují kladnou entalpii vzniku, že jejich tvorba bude endotermická, a proto se stabilizují pouze při vysokých teplotách.
V roce 1944 připravil Alan E. Florin těkavou sloučeninu plutonia, o níž se domníval, že je to fluorid plutoniový, ale produkt se před identifikací rozpadl. Tekutá látka se shromažďovala na ochlazeném skle a zkapalňovala, ale pak atomy fluoridu reagovaly se sklem.
Na základě srovnání sloučenin uranu a plutonia Brewer, Bromley, Gilles a Lofgren vypočítali termodynamické charakteristiky fluoridu plutoniového.
V roce 1950 Florinovo úsilí konečně přineslo syntézu a brzy následovala vylepšená termodynamická data a nová aparatura pro jeho výrobu. Přibližně ve stejné době vyvinuli metodu výroby fluoridu plutoniového také britští pracovníci.